# Stadion im. Ganiego Muratbajewa
Stadion im. Ganiego Muratbajewa – wielofunkcyjny stadion w Kyzyłordzie, w Kazachstanie. Został otwarty w 1968 roku. Swoje mecze rozgrywa na nim drużyna Kajsar Kyzyłorda. Obiekt może pomieścić 7300 widzów.